# Aria di luna/Amico
Aria di luna/Amico è un singolo della cantante italiana Iva Zanicchi, pubblicato nel 1983 su 45 giri.

## Tracce
Lato A
- Aria di luna - 4:12 - (M.Piccoli)

Lato B
- Amico - 4:00 - (M.Piccoli)